# 弗吉尼亚州副州长
弗吉尼亚州副州长（英語：Lieutenant Governor of Virginia）是弗吉尼亚州政府的州宪法官员之一。
现任弗吉尼亚州副州长是温森·西尔斯，她于2022年1月15日就职，是州历史中首位担任副州长的黑人女性。
副州长同时担任弗吉尼亚州参议院的议长，地位仅次于維珍尼亞州州長。如果州长去世，作为州长的第一顺位继承人，副州长会立即继承州长的职位。根据州宪法规定，州长不得连任，但副州长可以连任，且没有任期限制。

## 历史
从1630年开始，英國王室任命了一些官员协助弗吉尼亚殖民地总督履行职责，这些官员统称为总督委员会（英語：Governor's Council）或殖民地委员会（英語：Council of State）。委员会中的一名成员被指定为总督的副手，在总督缺席时行使权力。弗吉尼亚独立后，该委员会被废除。
1851年的州宪法正式设立了副州长这一职位，宪法规定，副州长这一职位由民众选举产生，并且指定副州长为弗吉尼亚州参议院的當然议长，